# Élections à l'Assemblée régionale de Murcie de 2023
Les élections à l'Assemblée régionale de Murcie de 2023 (en espagnol : Elecciones a la Asamblea Regional de Murcia de 2023) se tiennent le dimanche 28 mai 2023, afin d'élire les 45 députés de la XIe législature de l'Assemblée régionale de Murcie pour un mandat de quatre ans.
Le scrutin est remporté par le Parti populaire du président sortant, Fernando López Miras. Il obtient la majorité relative et plus de députés que l'ensemble de la gauche, mais nécessite le soutien de Vox pour atteindre la majorité absolue.
Les deux partis étant en désaccord quant au principe même de former un gouvernement de coalition, Vox s'oppose à l'investiture de López Miras par l'Assemblée. Alors que ce blocage induisait la possibilité de nouvelles élections régionales, le PP et Vox s'entendent pour gouverner ensemble quelques jours avant la dissolution automatique de l’Assemblée.

## Mode de scrutin
L'Assemblée régionale de Murcie (Asamblea Regional de Murcia) est une assemblée parlementaire monocamérale constituée de 45 députés (diputados), élus pour une législature de quatre ans au suffrage universel direct selon les règles du scrutin proportionnel d'Hondt par l'ensemble des personnes résidant dans la communauté autonome où résidant momentanément à l'extérieur de celle-ci, si elles en font la demande.

### Convocation du scrutin
Conformément à l'article 24 du statut d'autonomie de la région de Murcie, l'Assemblée régionale est élue pour un mandat de quatre ans, le quatrième dimanche du mois de mai. L'article 17 de la loi électorale murcienne du 24 février 1987 précise que les élections sont convoquées par le président de la région de Murcie au moyen d'un décret publié le cinquante-quatrième jour précédant le quatrième dimanche de mai,,.

### Nombre de députés
Puisque l'article 24 du statut d'autonomie prévoit que le nombre de députés « ne sera pas inférieur à 45 ni supérieur à 55 » et que « la province sera la circonscription électorale », l'article 14 de la loi électorale dispose que le nombre de parlementaires est fixé à 45, l'article 13 précisant que le territoire de la communauté autonome forme une circonscription unique.

### Présentation des candidatures
Peuvent présenter des candidatures, : 
- les partis et fédérations de partis inscrits auprès des autorités ;
- les coalitions de partis et/ou fédérations inscrites auprès de la commission électorale au plus tard dix jours après la convocation du scrutin ;
- et les électeurs de la circonscription, s'ils représentent au moins 1 % des inscrits.

### Répartition des sièges
Seules les listes ayant recueilli au moins 3 % des suffrages valides — qui correspondent au total des suffrages exprimés et des votes blancs — dans la circonscription peuvent participer à la répartition des sièges à pourvoir dans cette circonscription, qui s'organise en suivant différentes étapes : 
- les listes sont classées en une colonne par ordre décroissant du nombre de suffrages obtenus ;
- les suffrages de chaque liste sont divisés par 1, 2, 3... jusqu'au nombre de députés à élire afin de former un tableau ;
- les mandats sont attribués selon l'ordre décroissant des quotients ainsi obtenus[9],[10].

## Campagne

### Principales forces politiques
| Force politique | Force politique                                                          | Force politique | Idéologie                                                                       | Chef de file                                 | Résultats en 2019          |
| --------------- | ------------------------------------------------------------------------ | --------------- | ------------------------------------------------------------------------------- | -------------------------------------------- | -------------------------- |
|                 | Parti socialiste ouvrier espagnol (es) Partido Socialista Obrero Español | PSOE            | Centre gauche Social-démocratie, progressisme, régionalisme                     | Pepe Vélez (es) (Ex-délégué du gouvernement) | 32,5 % des voix 17 députés |
|                 | Parti populaire (es) Partido Popular                                     | PP              | Centre droit à droite Libéral-conservatisme, démocratie chrétienne, unionisme   | Fernando López Miras (Président)             | 32,4 % des voix 16 députés |
|                 | Ciudadanos (fr) Citoyens                                                 | Cs              | Centre droit à droite Libéralisme, réformisme, unionisme                        | María José Ros                               | 12,0 % des voix 6 députés  |
|                 | Vox                                                                      | Vox             | Droite radicale à extrême droite Néo-franquisme, centralisme, ultranationalisme | José Ángel Antelo                            | 9,5 % des voix 4 députés   |
|                 | Unidas Podemos (fr) Unies, nous pouvons                                  | Podemos-IU      | Gauche à extrême gauche Progressisme, socialisme démocratique, antimondialisme  | María Marín                                  | 7,6 % des voix 2 députés   |

## Résultat

### Participation
| Taux de participation | En 2019 | En 2023 | Différence |
| --------------------- | ------- | ------- | ---------- |
| à 14 heures           | 35,19 % | 40,09 % | 4,90       |
| à 18 heures           | 48,15 % | 54,67 % | 6,52       |
| à 20 heures           | 62,33 % | 63,26 % | 0,93       |

### Voix et sièges
| Représentation en hémicycle sur un axe gauche-droite du résultat. |                                               |           |        |       |        |               |
| Partis                                                            | Partis                                        | Voix      | %      | +/-   | Sièges | +/-           |
|                                                                   | Parti populaire (PP)                          | 293 051   | 42,79  | 10,44 | 21     | 5             |
|                                                                   | Parti socialiste ouvrier espagnol (PSOE)      | 175 505   | 25,63  | 6,84  | 13     | 4             |
|                                                                   | Vox                                           | 121 321   | 17,71  | 8,24  | 9      | 5             |
|                                                                   | Unidas Podemos (Podemos-IU)                   | 32 173    | 4,70   | 2,89  | 2      | en stagnation |
|                                                                   | MC Régional (MC REG)                          | 20 206    | 2,95   | 0,72  | 0      | en stagnation |
|                                                                   | Ciudadanos (Cs)                               | 10 480    | 1,53   | 10,46 | 0      | 6             |
|                                                                   | Más Región-Verdes Equo                        | 8 919     | 1,30   | Nv.   | 0      | en stagnation |
|                                                                   | Parti animaliste avec l'environnement (PACMA) | 5 957     | 0,87   | 0,02  | 0      | en stagnation |
|                                                                   | Autres                                        | 8 993     | 1,31   | –     | 0      | en stagnation |
|                                                                   | Blanc                                         | 8 263     | 1,21   | 0,68  |        |               |
|                                                                   |                                               |           |        |       |        |               |
| Votes valides                                                     | Votes valides                                 | 684 868   | 98,56  |       |        |               |
| Votes nuls                                                        | Votes nuls                                    | 10 038    | 1,44   |       |        |               |
| Total                                                             | Total                                         | 694 906   | 100,00 | –     | 45     | en stagnation |
| Abstentions                                                       | Abstentions                                   | 403 637   | 36,74  |       |        |               |
| Inscrits / Participation                                          | Inscrits / Participation                      | 1 098 543 | 63,26  |       |        |               |

### Analyse
Le Parti populaire (PP) du président sortant, Fernando López Miras, l'emporte avec dix points de mieux qu'en 2019 et son meilleur résultat depuis 2011, détenant plus de députés que le cumul du Parti socialiste (PSOE) et Unidas Podemos. Il rate cependant la majorité absolue à deux sièges près, ce qui rend nécessaire une entente avec Vox pour gouverner.

## Suites
Au cours de la séance d'installation de la XIe législature, le 14 juin, le PP prend trois des cinq postes du bureau de l'Assemblée et le PSOE obtient les deux restants, ce qui suscite la fureur de Vox, qui aspirait à accéder à la présidence de l'institution parlementaire et menace donc de forcer de nouvelles élections régionales. Le 4 juillet, la rencontre entre les équipes du PP et de Vox pour négocier les termes de l'investiture de Fernando López Miras tourne court, puisque le PP propose un accord programmatique en 88 points en échange du soutien sans participation de Vox, là où ce dernier réclame d'entrer au gouvernement avec une vice-présidence et deux conseillers,.
Lors du vote d'investiture du 7 juillet, Fernando López Miras échoue à recueillir le soutien de la majorité absolue des députés, avec 21 voix favorables et 24 voix défavorables, le PSOE, Vox et UP s'étant prononcés contre lui. Il échoue de nouveau, avec le même résultat, lors du second vote, qui se tient trois jours plus tard. Cet échec ouvre un délai de deux mois — à compter du premier vote — à l'issue duquel l'Assemblée régionale sera automatiquement dissoute si aucun président n'obtient l'investiture.
Le 1er septembre dans la soirée, le PP annonce avoir proposé à Vox de constituer un gouvernement de coalition. Les deux partis indiquent, quelques heures plus tard, avoir conclu un accord pour gouverner ensemble. Comme exigé, Vox disposera de deux conseillers, dont un avec le rang de vice-président, mais n'obtient pas le département de l'Agriculture, recevant ceux de l'Équipement et de la Sécurité. La conférence des porte-paroles de l'Assemblée acte, trois jours plus tard, la convocation du débat et du vote d'investiture les 6 et 7 septembre. Le pacte de coalition est signé le 5 septembre par les porte-paroles parlementaires.
Fernando López Miras est donc investi pour un troisième mandat consécutif le 7 septembre par 30 votes favorables. Il prête serment quatre jours plus tard. Il dévoile la composition du nouveau conseil de gouvernement le 13 septembre. Les dix conseillers entrent en fonction et sont assermentés dès le lendemain.